# Dziemiany (gmina)
Dziemiany – gmina wiejska w województwie pomorskim, w powiecie kościerskim. W latach 1975–1998 gmina położona była w województwie gdańskim.
W skład gminy wchodzi 8 sołectw: Dziemiany, Jastrzębie Dziemiańskie, Kalisz, Piechowice, Płęsy, Schodno, Raduń, Trzebuń
Siedziba gminy to Dziemiany.

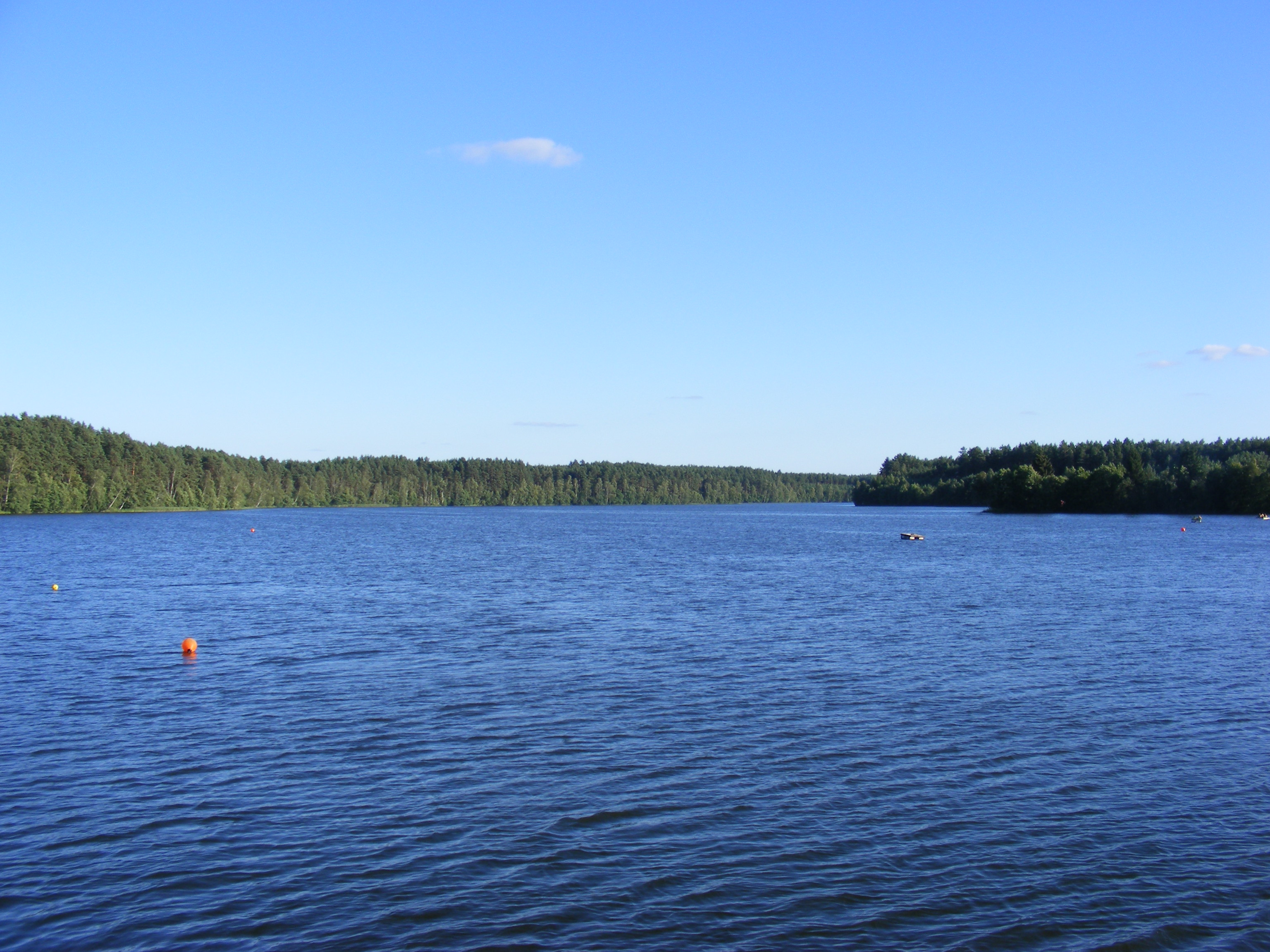

Według danych z 30 czerwca 2011 gminę zamieszkiwało 4058 osób. Natomiast według danych z 31 grudnia 2017 roku gminę zamieszkiwało 4340 osób.

## Historia
Gmina zbiorowa Dziemiany została utworzona 1 sierpnia 1934 roku w powiecie kościerskim w woj. pomorskim z dotychczasowych jednostkowych gmin wiejskich: Dziemiany, Jastrzębie, Kalisz (część główna), Piechowice, Płęsy (część główna), Raduń, Trzebuń (część główna), Płoczyce (część), Łubiana (część) i Rotembark (część) oraz z obszarów dworskich Dunajki, Grzybowski Młyn (część) i Loryniec (część), położonych na tych terenach lecz nie wchodzących w skład gmin. 
Podczas II wojny światowej gminę Dziemiany (Sophienwalde) zniesiono, a jej obszar włączono do gminy Lipusz (Liebusch). Ponadto 1 października 1944 od gminy Liebusch odłączono wsie Dziemiany, Raduń i Trzebuń (a także Szklana Huta, Śluza i Tuszkowy z przedwojennej gminy Lipusz) na potrzeby poligonu Truppenübungsplatz Westpreußen.
Po wojnie powrócono do stanu administracyjnego sprzed wojny. 7 kwietnia 1945 roku gmina wraz z całym powiatem kościerskim weszła w skład nowo utworzonego woj. gdańskiego. Według stanu z dnia 1 lipca 1952 roku gmina składała się z 7 gromad: Dziemiany, Jastrzębie, Kalisz, Piechowice, Płęsy, Raduń i Trzebuń. Gmina została zniesiona 29 września 1954 roku wraz z reformą wprowadzającą gromady w miejsce gmin. Obszar gminy Dziemiany wszedł w skład gromad Dziemiany (Dziemiany, Jastrzębie, Piechowice, Płęsy, Raduń i Trzebuń) i Kalisz (Kalisz).
Gminę Dziemiany reaktywowano w dniu 1 stycznia 1973 roku w powiecie kościerskim w woj. gdańskim. W skład gminy weszło 8 sołectw: Dziemiany, Jastrzębie Dziemiańskie, Kalisz, Piechowice, Płęsy, Raduń, Schodno i Trzebuń. 1 czerwca 1975 roku gmina znalazła się w nowo utworzonym mniejszym woj. gdańskim.
2 lipca 1976 roku gmina została zniesiona, a jej obszar połączono z gminą Lipusz (bez sołectw Gostomko i Korne) w nową gminę Dziemiany-Lipusz z siedzibą w Dziemianch.
Gminę Dziemiany reaktywowano 1 stycznia 1984 w tych samych granicach co w 1976 roku. De jure, od gminy Dziemiany-Lipusz odłączono sołectwa Lipusz, Lipuska Huta, Płocice, Szklana Huta, Śluza i Tuszkowy, które weszły w skład reaktywowanej gminy Lipusz, po czym pozostałe tereny gminy (sołectwa Dziemiany, Jastrzębie Dziemiańskie, Kalisz, Piechowice, Płęsy, Raduń, Schodno i Trzebuń,) przemianowano na gminę Dziemiany. Zapis taki oznacza, że w praktyce obie gminy sprzed komasacji w 1976 roku (Dziemiany i Lipusz) zostały z początkiem 1984 roku odtworzone, jednakże tylko gmina Dziemiany zachowała prawną ciągłość po gminie Dziemiany-Lipusz.

## Struktura powierzchni
Według danych z roku 2005 gmina Dziemiany ma obszar 124,97 km², w tym:
- użytki rolne: 25%
- użytki leśne: 59%

Gmina stanowi 10,72% powierzchni powiatu.

## Demografia
Dane z 31 grudnia 2017 roku.
| Opis                              | Ogółem | Ogółem | Kobiety | Kobiety | Mężczyźni | Mężczyźni |
| --------------------------------- | ------ | ------ | ------- | ------- | --------- | --------- |
| jednostka                         | osób   | %      | osób    | %       | osób      | %         |
| populacja                         | 4 340  | 100    | 2 174   | 50,1    | 2 166     | 49,9      |
| gęstość zaludnienia (mieszk./km²) | 35     | 35     | 18      | 18      | 17        | 17        |

## Miejscowości

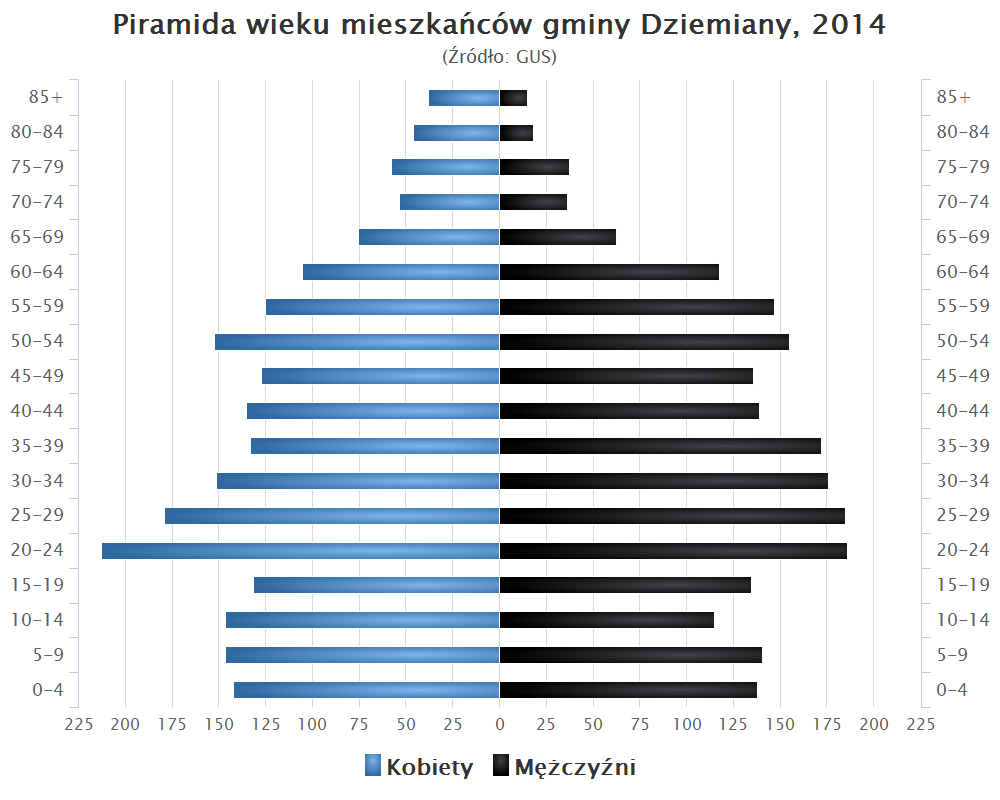
Piramida wieku mieszkańców gminy Dziemiany w 2014 roku

| Tab. 2. Miejscowości podstawowe oraz ich integralne części w administracji gminy Dziemiany, z wyrażeniem ich położenia geograficznego. | Tab. 2. Miejscowości podstawowe oraz ich integralne części w administracji gminy Dziemiany, z wyrażeniem ich położenia geograficznego. | Tab. 2. Miejscowości podstawowe oraz ich integralne części w administracji gminy Dziemiany, z wyrażeniem ich położenia geograficznego. | Tab. 2. Miejscowości podstawowe oraz ich integralne części w administracji gminy Dziemiany, z wyrażeniem ich położenia geograficznego. | Tab. 2. Miejscowości podstawowe oraz ich integralne części w administracji gminy Dziemiany, z wyrażeniem ich położenia geograficznego. |
| Identyfikator SIMC | Nazwa miejscowości | Rodzaj miejscowości | Miejscowość podstawowa | Położenie geograficzne |
| --- | --- | --- | --- | --- |
| 0160608 | Belfort | osada | Belfort | 54°02′21″N 17°50′33″E/54,039167 17,842500                                                                                              |
| 0160962 | Białe Błota | część wsi | Trzebuń | 54°00′40″N 17°44′15″E/54,011111 17,737500                                                                                              |
| 0161039 | Borsztal | osada leśna | Trzebuń | 54°02′08″N 17°43′41″E/54,035556 17,728056                                                                                              |
| 0160666 | Czarne | osada | Jastrzębie Dziemiańskie | 53°59′03″N 17°49′32″E/53,984167 17,825556                                                                                              |
| 0160761 | Dąbrówka | osada | Piechowice | 54°01′21″N 17°49′59″E/54,022500 17,833056                                                                                              |
| 0160778 | Dębina | osada | Piechowice | 53°59′46″N 17°48′36″E/53,996111 17,810000                                                                                              |
| 0160637 | Dunajki | osada | Dziemiany | 53°59′51″N 17°43′57″E/53,997500 17,732500                                                                                              |
| 0161045 | Dywan | osada | Trzebuń | 54°02′18″N 17°40′44″E/54,038333 17,678889                                                                                              |
| 0160614 | Dziemiany | wieś | | 54°00′22″N 17°46′13″E/54,006111 17,770278                                                                                              |
| 0160784 | Głuchy Bór | osada leśna | Piechowice | 53°59′43″N 17°50′23″E/53,995278 17,839722                                                                                              |
| 0160695 | Jałowe | część wsi | Kalisz | 54°03′41″N 17°47′33″E/54,061389 17,792500                                                                                              |
| 0160650 | Jastrzębie Dziemiańskie | wieś | | 53°58′55″N 17°49′02″E/53,981944 17,817222                                                                                              |
| 0160689 | Kalisz | wieś | | 54°02′38″N 17°47′52″E/54,043889 17,797778                                                                                              |
| 0160896 | Kalwaria | osada | Raduń | 53°58′32″N 17°45′14″E/53,975556 17,753889                                                                                              |
| 0160790 | Kloc | osada | Piechowice | 54°00′59″N 17°50′14″E/54,016389 17,837222                                                                                              |
| 0160904 | Kolano | osada | Raduń | 53°58′02″N 17°47′44″E/53,967222 17,795556                                                                                              |
| 0160844 | Kozłowiec | osada | Płęsy | 54°00′42″N 17°54′41″E/54,011667 17,911389                                                                                              |
| 0160979 | Lampkowo | część wsi | Trzebuń | 54°01′05″N 17°41′41″E/54,018056 17,694722                                                                                              |
| 0160850 | Laska | osada | Płęsy | 53°59′27″N 17°52′28″E/53,990833 17,874444                                                                                              |
| 0160703 | Leżuchowo | część wsi | Kalisz | 54°01′36″N 17°47′41″E/54,026667 17,794722                                                                                              |
| 0160910 | Milkowo | osada | Raduń | 53°57′29″N 17°48′15″E/53,958056 17,804167                                                                                              |
| 0161051 | Mutkowo | osada | Trzebuń | 54°01′32″N 17°39′06″E/54,025556 17,651667                                                                                              |
| 0160726 | Nowe Słone | osada | Kalisz | 54°02′10″N 17°46′06″E/54,036111 17,768333                                                                                              |
| 0160867 | Ostrów | osada | Płęsy | 54°00′08″N 17°54′22″E/54,002222 17,906111                                                                                              |
| 0160809 | Parowa | osada | Piechowice | 54°01′19″N 17°47′17″E/54,021944 17,788056                                                                                              |
| 0161068 | Pełk | osada | Trzebuń | 54°02′28″N 17°41′06″E/54,041111 17,685000                                                                                              |
| 0160755 | Piechowice | wieś | | 54°00′59″N 17°48′40″E/54,016389 17,811111                                                                                              |
| 0160838 | Płęsy | osada | Płęsy | 54°00′32″N 17°53′36″E/54,008889 17,893333                                                                                              |
| 0160815 | Przerębska Huta | osada | Piechowice | 54°01′06″N 17°53′29″E/54,018333 17,891389                                                                                              |
| 0160880 | Raduń | wieś | | 53°58′11″N 17°45′43″E/53,969722 17,761944                                                                                              |
| 0160927 | Raduń-Osiedle | osada | Raduń | 53°58′33″N 17°46′02″E/53,975833 17,767222                                                                                              |
| 0161074 | Rozwalewo | osada | Trzebuń | 54°01′27″N 17°39′34″E/54,024167 17,659444                                                                                              |
| 0160873 | Rów | osada | Płęsy | 53°59′20″N 17°52′15″E/53,988889 17,870833                                                                                              |
| 0160940 | Schodno | osada | Schodno | 54°02′54″N 17°51′10″E/54,048333 17,852778                                                                                              |
| 0160620 | Słonecznik | część wsi | Dziemiany | 54°00′08″N 17°46′26″E/54,002222 17,773889                                                                                              |
| 0160732 | Słupinko | osada | Kalisz | 54°01′36″N 17°51′11″E/54,026667 17,853056                                                                                              |
| 0160749 | Stare Słone | osada | Kalisz | 54°02′29″N 17°46′08″E/54,041389 17,768889                                                                                              |
| 0160672 | Stony | osada | Jastrzębie Dziemiańskie | 53°58′32″N 17°48′02″E/53,975556 17,800556                                                                                              |
| 0160821 | Szablewo | osada | Piechowice | 53°59′34″N 17°49′06″E/53,992778 17,818333                                                                                              |
| 0160933 | Tkalnia | osada | Raduń | 53°58′11″N 17°46′50″E/53,969722 17,780556                                                                                              |
| 0160710 | Tomaszewo | część wsi | Kalisz | 54°01′27″N 17°48′44″E/54,024167 17,812222                                                                                              |
| 0160956 | Trzebuń | wieś | | 54°00′42″N 17°42′16″E/54,011667 17,704444                                                                                              |
| 0161080 | Turzonka | osada | Trzebuń | 54°02′19″N 17°44′23″E/54,038611 17,739722                                                                                              |
| 0160985 | Wilczewo | część wsi | Trzebuń | 54°00′09″N 17°42′59″E/54,002500 17,716389                                                                                              |
| 0160991 | Zajączkowo | część wsi | Trzebuń | 54°01′04″N 17°40′36″E/54,017778 17,676667                                                                                              |
| 0160643 | Zarośle | osada leśna | Dziemiany | 53°59′48″N 17°47′15″E/53,996667 17,787500                                                                                              |
| 0161000 | Zatrzebionka | część wsi | Trzebuń | 54°01′26″N 17°42′19″E/54,023889 17,705278                                                                                              |
| 0161016 | Zimny Dwór | część wsi | Trzebuń | 54°01′09″N 17°42′21″E/54,019167 17,705833                                                                                              |
| 0161022 | Żabowo | część wsi | Trzebuń | 54°00′38″N 17°40′16″E/54,010556 17,671111                                                                                              |
| Źródła: Wykaz urzędowych nazw miejscowości i ich części(xls),Zbiory danych państwowego rejestru nazw geograficznych -2025-06-15        | | | | |

## Ochrona przyrody
- Rezerwat przyrody Brzeg Jeziora Cheb
- Rezerwat przyrody Lipno i Lipionko
- Rezerwat przyrody Motowęże
- Rezerwat przyrody Wda - Trzebiocha
- Wdzydzki Park Krajobrazowy
- Buczyna w Leśnictwie Głuchy Bór (powierzchniowy pomnik przyrody)

## Sąsiednie gminy
Brusy, Karsin, Kościerzyna, Lipusz, Studzienice